# 中国西部国际博览会
中国西部国际博览会，简称“西部博览会”或“西博会” ，是每年在中国四川省成都市举办的大型博览会，前身为2000年在成都举办的西部论坛，于2002年举办第三届时正式启用现名。西部博览会是促进中国西部对外交流的重要平台，以实现“西部合作”、“东中西合作”、“中外合作”为目标。

## 历史
西部博览会是中国的国家级博览会之一，主办单位包括中华人民共和国商务部、工业和信息化部、科学技术部、农业部等国家部委与四川省、重庆市、云南省、贵州省、陕西省、青海省、甘肃省、宁夏回族自治区、新疆维吾尔族自治区、西藏自治区、广西壮族自治区、内蒙古自治区等中国西部12个省市区以及新疆生产建设兵团。西部博览会每年一届，由四川省承办。